# Arsenal Football Club 2011-2012
Questa voce raccoglie le informazioni riguardanti l'Arsenal Football Club nelle competizioni ufficiali della stagione 2011-2012.

## Maglie e sponsor
Per l'attuale stagione lo sponsor ufficiale dell'Arsenal è Fly Emirates, mentre lo sponsor tecnico è Nike.
| Manica sinistra · Manica sinistra · Maglietta · Maglietta · Manica destra · Manica destra · Pantaloncini · Pantaloncini · Calzettoni | Manica sinistra · Manica sinistra · Maglietta · Maglietta · Manica destra · Manica destra · Pantaloncini · Pantaloncini · Calzettoni | Manica sinistra · Manica sinistra · Maglietta · Maglietta · Manica destra · Manica destra · Pantaloncini · Pantaloncini · Calzettoni · Calzettoni |

## Rosa
In corsivo i giocatori non facenti più parte della rosa dell'Arsenal.
| N. |                          | Ruolo | Calciatore                       |
| -- | ------------------------ | ----- | -------------------------------- |
| 1  | Spagna (bandiera)        | P     | Manuel Almunia                   |
| 2  | Francia (bandiera)       | C     | Abou Diaby                       |
| 3  | Francia (bandiera)       | D     | Bacary Sagna                     |
| 4  | Germania (bandiera)      | D     | Per Mertesacker                  |
| 5  | Belgio (bandiera)        | D     | Thomas Vermaelen (vice-capitano) |
| 6  | Francia (bandiera)       | D     | Laurent Koscielny                |
| 7  | Rep. Ceca (bandiera)     | C     | Tomáš Rosický                    |
| 8  | Spagna (bandiera)        | C     | Mikel Arteta                     |
| 9  | Corea del Sud (bandiera) | A     | Park Chu-Young                   |
| 10 | Paesi Bassi (bandiera)   | A     | Robin van Persie (capitano)      |
| 11 | Brasile (bandiera)       | D     | Andrè Santos                     |
| 12 | Francia (bandiera)       | A     | Thierry Henry                    |
| 13 | Polonia (bandiera)       | P     | Wojciech Szczęsny                |
| 14 | Inghilterra (bandiera)   | A     | Theo Walcott                     |
| 15 | Inghilterra (bandiera)   | C     | Alex Oxlade-Chamberlain          |
| 16 | Galles (bandiera)        | C     | Aaron Ramsey                     |

| N. |                           | Ruolo | Calciatore          |
| -- | ------------------------- | ----- | ------------------- |
| 17 | Camerun (bandiera)        | C     | Alexandre Song      |
| 18 | Francia (bandiera)        | D     | Sébastien Squillaci |
| 19 | Inghilterra (bandiera)    | C     | Jack Wilshere       |
| 20 | Svizzera (bandiera)       | D     | Johan Djourou       |
| 21 | Polonia (bandiera)        | P     | Łukasz Fabiański    |
| 23 | Russia (bandiera)         | C     | Andrey Arshavin     |
| 24 | Italia (bandiera)         | P     | Vito Mannone        |
| 25 | Finlandia (bandiera)      | D     | Carl Jenkinson      |
| 26 | Ghana (bandiera)          | C     | Emmanuel Frimpong   |
| 27 | Costa d'Avorio (bandiera) | A     | Gervinho            |
| 28 | Inghilterra (bandiera)    | D     | Kieran Gibbs        |
| 29 | Marocco (bandiera)        | A     | Marouane Chamakh    |
| 30 | Israele (bandiera)        | C     | Yossi Benayoun      |
| 31 | Giappone (bandiera)       | A     | Ryō Miyaichi        |
| 40 | Inghilterra (bandiera)    | C     | Craig Eastmond      |
| 46 | Inghilterra (bandiera)    | C     | Henri Lansbury      |

## Calciomercato

### Sessione estiva (dall'1/7 al 1/9 2011)
| Acquisti | Acquisti                | Acquisti     | Acquisti                 |
| R.       | Nome                    | da           | Modalità                 |
| -------- | ----------------------- | ------------ | ------------------------ |
| D        | Carl Jenkinson          | Charlton     | definitivo (1,125 mln €) |
| C        | Jon Toral               | Barcellona   | definitivo (0,4 mln €)   |
| D        | Héctor Bellerín         | Barcellona   | definitivo (0,46 mln €)  |
| A        | Gervinho                | Lilla        | definitivo (12 mln €)    |
| C        | Alex Oxlade-Chamberlain | Southampton  | definitivo (13,8 mln €)  |
| A        | Joel Campbell           | Saprissa     | definitivo (1,06 mln €)  |
| A        | Park Chu-Young          | Monaco       | definitivo (?)           |
| D        | André Santos            | Fenerbahçe   | definitivo (7 mln €)     |
| D        | Per Mertesacker         | Werder Brema | definitivo (10 mln €)    |
| C        | Yossi Benayoun          | Chelsea      | prestito                 |
| C        | Mikel Arteta            | Everton      | definitivo (14 mln €)    |

| Cessioni | Cessioni            | Cessioni              | Cessioni                      |
| R.       | Nome                | a                     | Modalità                      |
| -------- | ------------------- | --------------------- | ----------------------------- |
| D        | Gaël Clichy         | Manchester City       | definitivo (7,75 mln €)       |
| D        | Wellington          | Levante               | prestito                      |
| C        | Denílson            | San Paolo             | prestito oneroso (0,68 mln €) |
| C        | Jay Emmanuel-Thomas | Ipswich Town          | definitivo (1,25 mln €)       |
| C        | Cesc Fàbregas       | Barcellona            | definitivo (29 mln €)         |
| C        | Samir Nasri         | Manchester City       | definitivo (26 mln €)         |
| D        | Emmanuel Eboué      | Galatasaray           | definitivo (3,5 mln €)        |
| A        | Carlos Vela         | Real Sociedad         | prestito                      |
| C        | Pedro Botelho       | Rayo Vallecano        | prestito oneroso (0,34 mln €) |
| A        | Joel Campbell       | Lorient               | prestito                      |
| A        | Andrej Aršavin      | Zenit San Pietroburgo | prestito                      |

## Risultati

### Premier League
| Newcastle upon Tyne 13 agosto 2011, ore 17:30 CEST 1ª giornata | Newcastle Utd | 0 – 0 referto | Arsenal | St James' Park (46 894 spett.)\| Arbitro: \| Peter Walton \| |
| Arbitro:                                                       | Peter Walton  |               |         |                                                              |

| Arbitro: | Martin Atkinson |

|  |           |                              |
|  | Marcatori | 78’ (aut.) Ramsey 90’ Suárez |

| Arbitro: | Howard Webb |

|                                                                         |           |                              |
| Welbeck 22’ Young 28’ 90+1’ Rooney 41’ 64’ 82’ (Rig.) Nani 67’ Park 70’ | Marcatori | 45+3’ Walcott 74’ van Persie |

| Arbitro: | Stuart Attwell |

|              |           |  |
| Arshavin 40’ | Marcatori |  |

| Arbitro: | Andre Marriner |

|                                                     |           |                                     |
| Yakubu 25’ 59’ Song 50’ (aut.) Koscielny 68’ (aut.) | Marcatori | 10’ Gervinho 34’ Arteta 85’ Chamakh |

| Arbitro: | Mark Clattenburg |

|                             |           |  |
| van Persie 46’ 71’ Song 46’ | Marcatori |  |

| Arbitro: | Mike Dean |

|                              |           |            |
| van der Vaart 40’ Walker 73’ | Marcatori | 51’ Ramsey |

| Arbitro: | Howard Webb |

|                   |           |             |
| van Persie 1’ 82’ | Marcatori | 31’ Larsson |

| Arbitro: | Lee Mason |

|                                 |           |            |
| Gervinho 27’ van Persie 73’ 82’ | Marcatori | 34’ Crouch |

| Arbitro: | Andre Marriner |

|                                |           |                                                       |
| Lampard 14’ Terry 45’ Mata 80’ | Marcatori | 36’ 85’ 90+2’ van Persie 49’ André Santos 55’ Walcott |

| Arbitro: | Michael Oliver |

|                                         |           |  |
| van Persie 22’ Vermaelen 39’ Arteta 74’ | Marcatori |  |

| Arbitro: | Phil Dowd |

|             |           |                    |
| Morison 16’ | Marcatori | 27’ 59’ van Persie |

| Arbitro: | Mike Dean |

|               |           |                      |
| Vermaelen 82’ | Marcatori | 65’ (aut.) Vermaelen |

| Arbitro: | Mark Clattenburg |

|  |           |                                                      |
|  | Marcatori | 28’ Arteta 29’ Vermaelen 61’ Gervinho 78’ van Persie |

| Arbitro: | Howard Webb |

|                |           |  |
| van Persie 70’ | Marcatori |  |

| Arbitro: | Phil Dowd |

|           |           |  |
| Silva 53’ | Marcatori |  |

| Arbitro: | John Moss |

|                |           |                                    |
| Albrighton 54’ | Marcatori | van Persie 17’ (rig.) Benayoun 87’ |

| Arbitro: | Stuart Attwell |

|             |           |              |
| Gervinho 8’ | Marcatori | Fletcher 38’ |

| Arbitro: | Martin Atkinson |

|                |           |  |
| van Persie 60’ | Marcatori |  |

| Arbitro: | Lee Probert |

|                          |           |               |
| Sidwell 85’ Zamora 90+2’ | Marcatori | Koscielny 21’ |

| Arbitro: | Michael Oliver |

|                                         |           |                           |
| Sinclair 16’ (rig.) Dyer 57’ Graham 70’ | Marcatori | van Persie 5’ Walcott 69’ |

| Arbitro: | Mike Dean |

|                |           |                            |
| van Persie 71’ | Marcatori | Valencia 45+1’ Welbeck 81’ |

| Bolton 1º febbraio 2012, ore 21:00 CEST 23ª giornata | Bolton    | 0 – 0 referto | Arsenal | Reebok Stadium (24 371 spett.)\| Arbitro: \| Chris Foy \| |
| Arbitro:                                             | Chris Foy |               |         |                                                           |

| Arbitro: | Andre Marriner |

|                                                                         |           |              |
| van Persie 2’ 62’ 38’ Oxlade-Chamberlain 40’ 54’ Arteta 51’ Henry 90+3’ | Marcatori | Pedersen 31’ |

| Arbitro: | Neil Swarbrick |

|             |           |                        |
| McClean 70’ | Marcatori | Ramsey 75’ Henry 90+1’ |

| Arbitro: | Mike Dean |

|                                                      |           |                             |
| Sagna 40’ van Persie 43’ Rosický 51’ Walcott 65’ 68’ | Marcatori | Saha 4’ Adebayor 34’ (rig.) |

| Arbitro: | Mark Halsey |

|                      |           |                      |
| Koscielny 23’ (aut.) | Marcatori | van Persie 31’ 90+2’ |

| Arbitro: | Howard Webb |

|                                |           |              |
| van Persie 15’ Vermaelen 90+5’ | Marcatori | Ben Arfa 14’ |

| Arbitro: | Lee Mason |

|  |           |              |
|  | Marcatori | 8’ Vermaelen |

| Arbitro: | Phil Dowd |

|                                    |           |  |
| Gibbs 16’ Walcott 25’ Arteta 90+3’ | Marcatori |  |

| Arbitro: | Mike Dean |

|                         |           |             |
| Taarabt 22’ Diakité 66’ | Marcatori | 37’ Walcott |

| Arbitro: | Marc Atkinson |

|            |           |  |
| Arteta 87’ | Marcatori |  |

| Arbitro: | Neil Swarbrick |

|  |           |                                               |
|  | Marcatori | 9’ van Persie 11’ (Rig.) Walcott 69’ Benayoun |

| Arbitro: | Andre Marriner |

|               |           |                            |
| Vermaelen 27’ | Marcatori | 7’ Di Santo 8’ Jordi Gómez |

| Londra 21 aprile 2012, ore 13:45 CEST 35ª giornata | Arsenal   | 0 – 0 referto | Chelsea | Emirates Stadium (60.111 spett.)\| Arbitro: \| Mike Dean \| |
| Arbitro:                                           | Mike Dean |               |         |                                                             |

| Arbitro: | Chris Foy |

|           |           |                |
| Crouch 9’ | Marcatori | 15’ van Persie |

| Arbitro: | Anthony Taylor |

|                                |           |                                   |
| Benayoun 2’ van Persie 72’ 80’ | Marcatori | 12’ Hoolahan 27’ Holt 85’ Morison |

| Arbitro: | Mike Jones |

|                      |           |                                            |
| Long 11’ Dorrans 15’ | Marcatori | 4’ Benayoun 30’ André Santos 54’ Koscielny |

### Carling Cup

#### Terzo Turno
| Arbitro: | Tony Bates |

|                                               |           |             |
| Gibbs 33’ Oxlade-Chamberlain 58’ Benayoun 79’ | Marcatori | 16’ Collins |

#### Quarto Turno
| Arbitro: | Anthony Taylor |

|                       |           |            |
| Arshavin 53’ Park 57’ | Marcatori | 47’ Muamba |

#### Quarti di Finale
| Arbitro: | Lee Probert |

|  |           |            |
|  | Marcatori | 83’ Agüero |

### FA Cup

#### Terzo turno
| Arbitro: | Mark Clattenburg |

|           |           |  |
| Henry 78’ | Marcatori |  |

#### Quarto turno
| Arbitro: | Michael Jones |

|                                              |           |                    |
| van Persie 54’ (rig.) 61’ (rig.) Walcott 56’ | Marcatori | Dunne 33’ Bent 45’ |

#### Quinto turno
| Arbitro: | Howard Webb |

|                                              |           |  |
| Richardson 40’ Oxlade-Chamberlain 77’ (aut.) | Marcatori |  |

## UEFA Champions League

### Play-off
| Arbitro: | Kevin Blom |

|            |           |  |
| Walcott 4’ | Marcatori |  |

| Arbitro: | Olegário Benquerença |

|               |           |                            |
| Di Natale 39’ | Marcatori | 55’ van Persie 69’ Walcott |

### Fase a Gironi
| Arbitro: | Gianluca Rocchi |

|             |           |                |
| Perišić 88’ | Marcatori | 42’ van Persie |

| Arbitro: | Carlos Velasco Carballo |

|                                        |           |            |
| Oxlade-Chamberlain 8’ André Santos 20’ | Marcatori | 27’ Fuster |

| Arbitro: | Damir Skomina |

|  |           |              |
|  | Marcatori | 90+2’ Ramsey |

| Londra 1º novembre 2011, ore 20:45 CEST 4ª giornata | Arsenal           | 0 – 0 referto | Olympique Marsiglia | Emirates Stadium\| Arbitro: \| Paolo Tagliavento \| |
| Arbitro:                                            | Paolo Tagliavento |               |                     |                                                     |

| Arbitro: | Frank De Bleeckere |

|                    |           |              |
| van Persie 49’ 86’ | Marcatori | 90+2’ Kagawa |

| Arbitro: | Alberto Undiano Mallenco |

|                                     |           |              |
| Djebbour 16’ Fuster 36’ Modesto 89’ | Marcatori | 57’ Benayoun |

### Ottavi di finale
| Arbitro: | Viktor Kassai |

|                                                      |           |  |
| K.Boateng 15’ Robinho 38’ 49’ Ibrahimović 79’ (rig.) | Marcatori |  |

| Arbitro: | Damir Skomina |

|                                                |           |  |
| Koscielny 6’ Rosický 26’ van Persie 43’ (rig.) | Marcatori |  |